# Najwyższe dobro

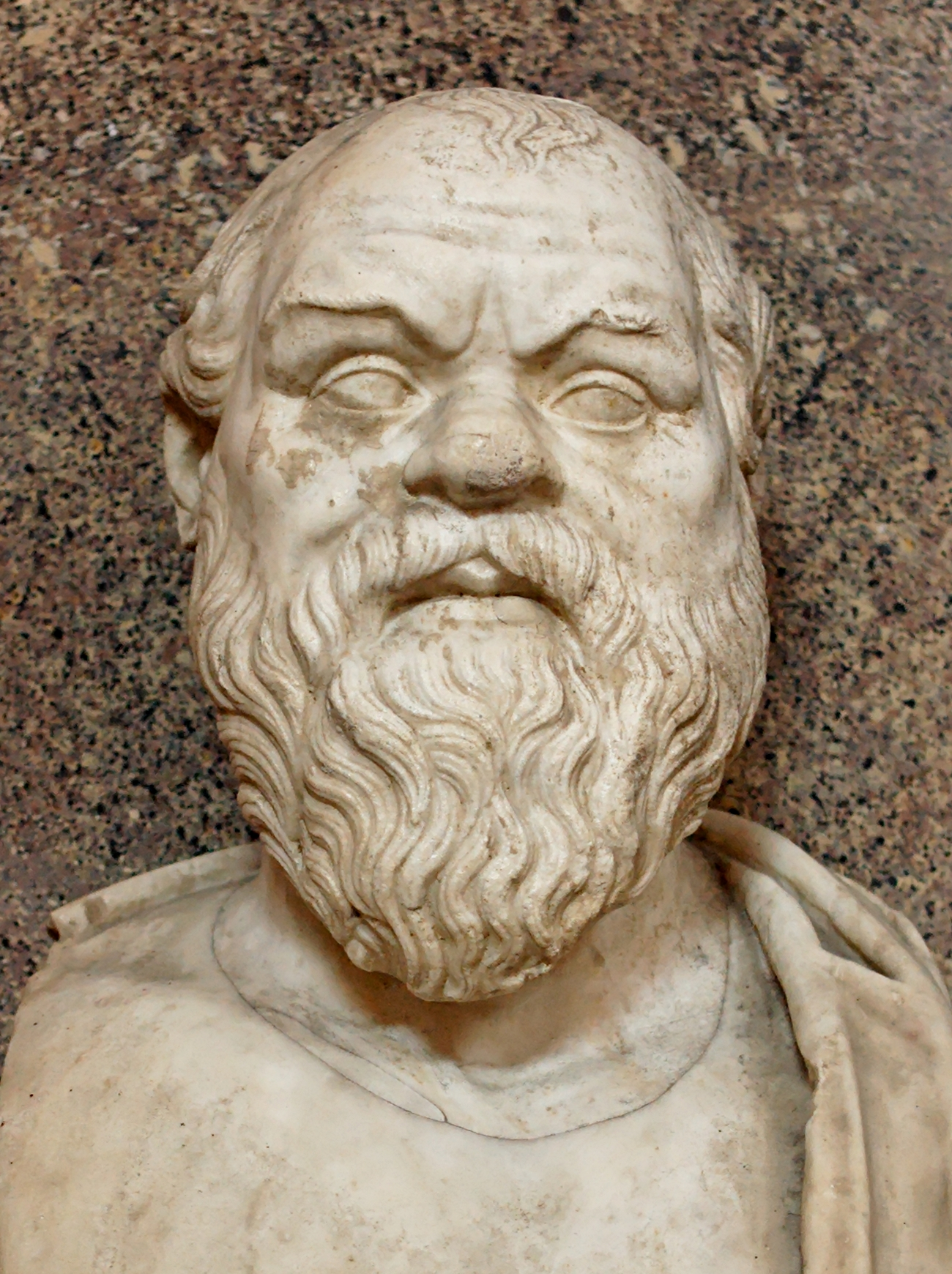
Sokrates za najwyższe dobro uznał cnotę

Najwyższe dobro (lat. summum bonum) – w etyce to wyróżnione dobro, w stosunku do którego wszystkim innym dobrom przypisuje się jedynie charakter instrumentalny.
Dobro to definiowane było rozmaicie, dlatego też wszystkie takie próby mają charakter relatywny. Nawet jeśli przypisuje mu się charakter uniwersalny, to pogląd obejmujący takie przypisanie wyznają członkowie określonej grupy, np. społecznej, wyznawców określonego światopoglądu czy filozofii. Inne grupy mają już pogląd odmienny na to, co uznać za najwyższe dobro. Tak więc pojęcie to będzie się zmieniać z biegiem czasu, w zależności od kultury i grupy społecznej.
Najstarsza próba zdefiniowania dobra najwyższego pochodzi od greckiego filozofa z VI wieku p.n.e., Demokryta z Abdery. Widział on najwyższe dobro w zadowoleniu, osiąganym dzięki umiarowi poprzez rozum. Z kolei Protagoras widział w tym miejscu człowieka. Sokrates w swoim intelektualizmie etycznym za najwyższe dobro przyjął cnotę, możliwą do uzyskania przez wiedzę i dającą z kolei szczęście. Skrajnymi wyznawcami cnoty jako najwyższego dobra byli cynicy, stwierdzający, że nic poza cnotą nie jest potrzebne, co pociągało za sobą odrzucenie dóbr i wszystkiego, co ograniczało im wolność. Nie zgodził się z nimi Arystyp z Cyreny z jego szkołą cyrenaików. Uznawał nie tylko za najwyższe, ale wręcz jedyne dobro przyjemność, podobnie uznając przykrość za jedyne zło. Legło to u podstaw hedonizmu. Uczniowie tego myśliciela zmodyfikowali jego poglądy, między innymi poprzez zróżnicowanie rodzajów przyjemności, wyniesienie stałej radości ponad przyjemności chwilowe i uwzględnienie przyjemności duchowych. Poglądy takie znalazły też miejsce w epikureizmie. Platon z kolei wyznawał istnienie dobra idealnego, do którego prowadzą dobra realne. Jego uczeń Arystoteles upatrywał najwyższego dobra w szczęściu osiąganym dzięki doskonałości jednostki, działającej z godnością i cnotliwej. Stoicy powrócili z kolei do uznania cnoty za najwyższe dobro, co więcej, dobro samowystarczalne. Epikur zaś powrócił do uznania za najwyższe dobro szczęścia polegającego na doznawaniu przyjemności.
Koncepcje chrześcijańskie również nie były jednorodne. O ile starsze poglądy były gnostyckie i widziały dobro pochodzące od Boga i zło wywodzące się od materii, późniejsze poglądy wywodzące się od Augustyna z Hippony uznały wszystko, co Bóg stworzył, za dobre jako pochodzące od Boga, wyłączając zło z przyrody, jako nieistniejące realnie, a będące jedynie brakiem dobra. Wedle tomizmu ostateczny cel życia człowieka i miarę jego czynów stanowi Bóg. William Ockham i Duns Szkot widzieli jedyną rację moralnego dobra w woli Bożej. Zgodnie z tym poglądem to Bóg określa, co jest dobrem.
W XVI wieku wraz z humanizmem powrócono do poglądów starożytnych, między innymi epikurejskich.
Inaczej tę sprawę widział utylitaryzm. Według Hobbesa człowiek działa głównie egoistycznie, w związku z czym jedynym uznawanym przez niego dobrem jest jego własne dobro. Helvetius uznał za dobrych tych ludzi, którzy realizując swe egoistyczne interesy, równocześnie służą interesom innych. Bentham wrócił zaś do hedonizmu. Summum bonum to dla niego największa ilość przyjemności dla największej liczby ją odczuwających. Mill zwrócił tu uwagę na różnice jakościowe w szczęściu czy przyjemności.
Z kolei ewolucjonizm stara się wyjaśnić kwestie moralne wiedzą pochodzącą z biologii.  
Karol Marks uznał za najwyższe dobro człowieka.